# Onix Cortés Aldama
Onix Cortés Aldama (La Habana, 12 de diciembre de 1988) es una deportista cubana que compite en judo.
Ganó una medalla en el Campeonato Mundial de Judo de 2014 y siete medallas en el Campeonato Panamericano de Judo entre los años 2007 y 2018. En los Juegos Panamericanos consiguió tres medallas entre los años 2011 y 2019.

## Palmarés internacional
| Campeonato Mundial      | Campeonato Mundial         | Campeonato Mundial | Campeonato Mundial |
| Año                     | Lugar                      | Medalla            | Categoría          |
| ----------------------- | -------------------------- | ------------------ | ------------------ |
| 2014                    | Cheliábinsk (Rusia)        | Medalla de bronce  | –70 kg             |
| Juegos Panamericanos    |                            |                    |                    |
| Año                     | Lugar                      | Medalla            | Categoría          |
| 2011                    | Guadalajara (México)       | Medalla de oro     | –70 kg             |
| 2015                    | Toronto (Canadá)           | Medalla de plata   | –70 kg             |
| 2019                    | Lima (Perú)                | Medalla de bronce  | –70 kg             |
| Campeonato Panamericano |                            |                    |                    |
| Año                     | Lugar                      | Medalla            | Categoría          |
| 2007                    | Montreal (Canadá)          | Medalla de bronce  | –70 kg             |
| 2010                    | San Salvador (El Salvador) | Medalla de bronce  | –70 kg             |
| 2011                    | Guadalajara (México)       | Medalla de oro     | –70 kg             |
| 2012                    | Montreal (Canadá)          | Medalla de plata   | –70 kg             |
| 2013                    | San José (Costa Rica)      | Medalla de plata   | –70 kg             |
| 2015                    | Edmonton (Canadá)          | Medalla de bronce  | –70 kg             |
| 2018                    | San José (Costa Rica)      | Medalla de bronce  | –70 kg             |